# Вольпертсгаузен
Вольпертсгаузен (нім. Wolpertshausen) — громада в Німеччині, знаходиться в землі Баден-Вюртемберг. Підпорядковується адміністративному округу Штутгарт. Входить до складу району Швебіш-Галль.
Площа — 27,42 км². Населення становить 2325 ос. (станом на 31 грудня 2020).

## Географія

### Географічне положення
Вольпертсхаузен знаходиться приблизно за 15 км на північний схід від районного центру, міста Швебіш-Халль. Райони Унтершеффах, Хопфах і Креффельбах розташовані в Бюлерталі, глибоко врізаному в черепашник вапняку. Як і Вольпертсхаузен, всі інші міста розташовані на так званій рівнині Ільсхофен[джерело?]. Село Хоенберг розташоване на великій висоті над Бюлерталем. Вид простягається на село Крёффельбах, Бюлерталь, а також на найвищу точку в міській зоні Швебіш-Халль, гору Ейнкорн[джерело?]. На заході добре видно Вальденбурзькі гори. З півночі відкривається краєвид на струмок Гріммбахталь, а далеко позаду місто Лангенбург.

### Межі
Муніципалітет межує на сході та південному сході з містом Ільсхофен, на південному заході з окружним містом Швебіш-Халль, на заході з Браунсбахом, а на півночі з ексклавом муніципалітету Оберштайнахер в Ільсхофені та з містом Гера.

### Муніципальна освіта
Муніципалітет Вольпертсхаузен включає одинадцять сіл та дворів: села Вольпертсхаузен, Креффельбах, Хасфельден, Герлебах, Хоенберг, Хопфах, Райнсберг, Рудельсдорф та Унтершеффах, а також двори Хайде і Ландтурм і пустки Аргер, Ацманнсдорф, Burg der Alten von Altenberg, Хертлінсдорф, Хофштеттен, Оттербаххоф та Вальмерсталь.

### Розподіл площі
За даними Державного статистичного управління, станом на 2014.

## Історія

### Часи Стародавнього Царства
В Унтершеффах є залишки зруйнованого замку Унтершеффах, оточеного ровом. Чотири інші занедбані замки знаходяться на гірських відрогах праворуч від Бюлерталем, ліворуч від Хайнлесклінга до Айхельберга і на північ від Хопфаха.
У Середньовіччі Вольпертсхаузен належав в основному замку Більрієт, як і село Креффельбах.
В 1469 Йорг фон Розенберг спалив місто Вольпертсхаузен.
У ранній період Нового часу Вольпертсхаузен підпорядковувався імперському місту Холл, за винятком вотчини, і належав управлінню Бюлера на території Халліш-Ланд.

### Часи Вюртемберга
Після розпаду імперського міста і захоплення сільської місцевості Галлера в 1802 році місто перейшло до Вюртемберзького герцогства, а з 1806 — до Вюртемберзького королівства. В 1808 Вольпертсхаузен перейшов з Оберамт-Фельберга в Оберамт-Холл. Під час проведення районної реформи за часів нацистської епохи у Вюртемберзі Вольпертсхаузен перейшов у старий район Швебіш-Халля в 1938 році[джерело?].
Коли Вюртемберг був окупований 7-ю армією США в 1945 році, 94 будівлі у Вольпертсхаузені були зруйновані під час битви при Крайльсхаймі. Збудовані згодом нові будинки зазвичай можна дізнатися з кам'яної основи з блоків черепашника на рівні першого поверху.
Після Другої світової війни регіон знаходився в американській окупаційній зоні і, таким чином, належав новоствореному регіону Вюртемберг-Баден, який був приєднаний до нинішнього штату Баден-Вюртемберг у 1952 році[джерело?].
Під час муніципальної реформи 1970-х муніципалітет Вольпертсхаузена залишився незмінним.

## Релігія
Після Реформації 16 століття Вольпертсхаузен був переважно євангельським. Місце належить общині Рейнсберга у церковному окрузі Швебіш-Халля.

## Політика

### Місцева рада
На виборах до муніципальної ради 26 травня 2019 року відбувся розподіл місць у наступному порядку:
- Вільні виборці: 5 місць
- Список перший: 4 місця
- Список будинків: 2 місця
- Молоді люди: 1 місце

Явка становила 66,22 відсотка. Крім того, мер входить до складу муніципальної ради як голова, який засідає та голосує.

### Мер
З 1962 по 1990 рік мером був Куно Хаберкерн (нім. Kuno Haberkern). Його наступником став дипломований керуючий Юрген Зільбержан (нім. Jürgen Silberzahn), який був переобраний на четвертий термін 21 липня 2014 року з 99,2 % дійсних голосів при явці 46,0 %.

## Визначні пам'ятки
- У Херлебасі збереглася сухопутна вежа Халлер-Ландхіг[33][34][35] на колишній дорозі на північ (нинішня L1042)[36].
- Невелика каплиця Усіх Святих (нім. Allerheiligenkapelle) в Унтершеффаху[37] є одним із найстаріших церковних будівель у цьому районі[джерело?].

### Природні пам'ятки
У районі Хасфельд, на схід від Рейнсберга, в долині річки Шмерах можна знайти численні карстові вирви.

## Економіка та інфраструктура

### Трафік
Вольпертсхаузен має вихід на автомагістраль A6 (перехрестя Вольпертсхаузен/Ільсгофен) за один кілометр на північний схід від головного міста. L 2218 Крайльсхайм — Швебіш-Халль перетинає її старим маршрутом B 14 в західному напрямку. Потім дорога долає розріз глибиною близько 150 метрів у Бюлерталі на так званому підйомі Кренфельбахера.

### Компанії-резиденти
Асоціація сільських виробників Schwäbisch Hall AG, що займається збутом швабських холових свиней, базується у Вольпертсхаузені.

## Інше
- Хасфельден завоював срібну медаль на 22-му федеральному конкурсі «У нашого села є майбутнє» (нім. Unser Dorf hat Zukunft) у 2006 році[40].
- Вольпертсхаузен — село біоенергетики[41][42].

## Галерея

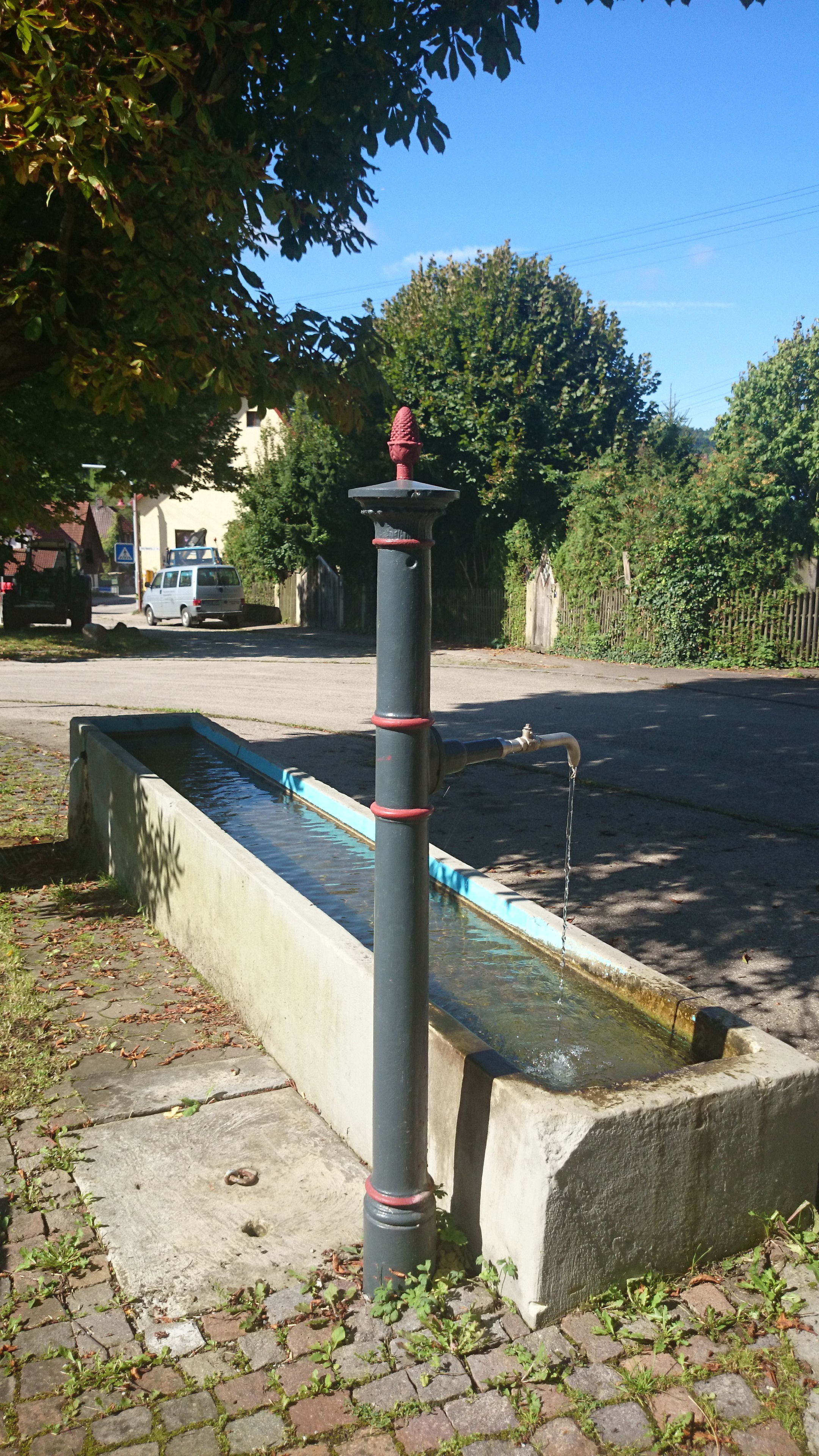
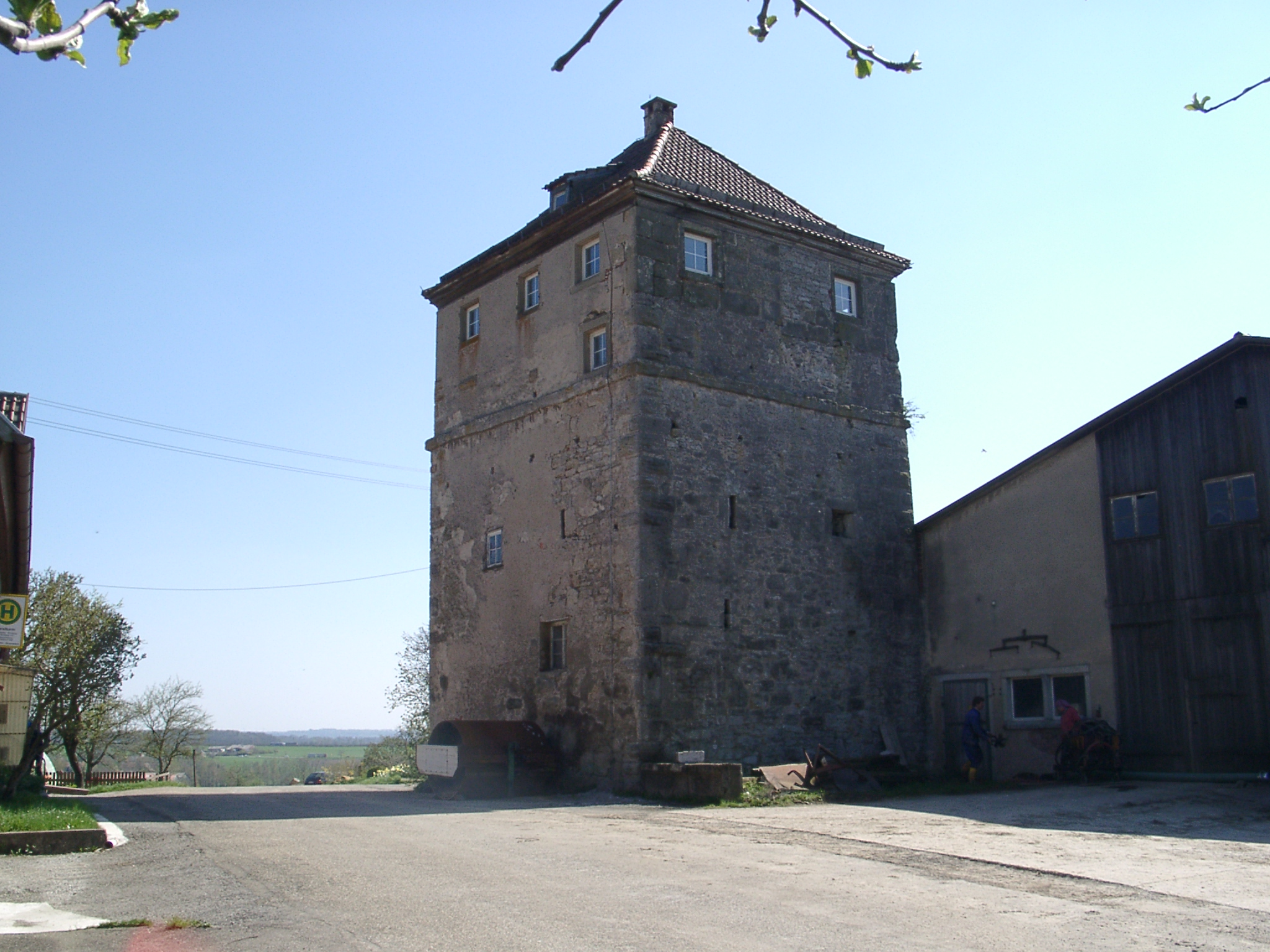
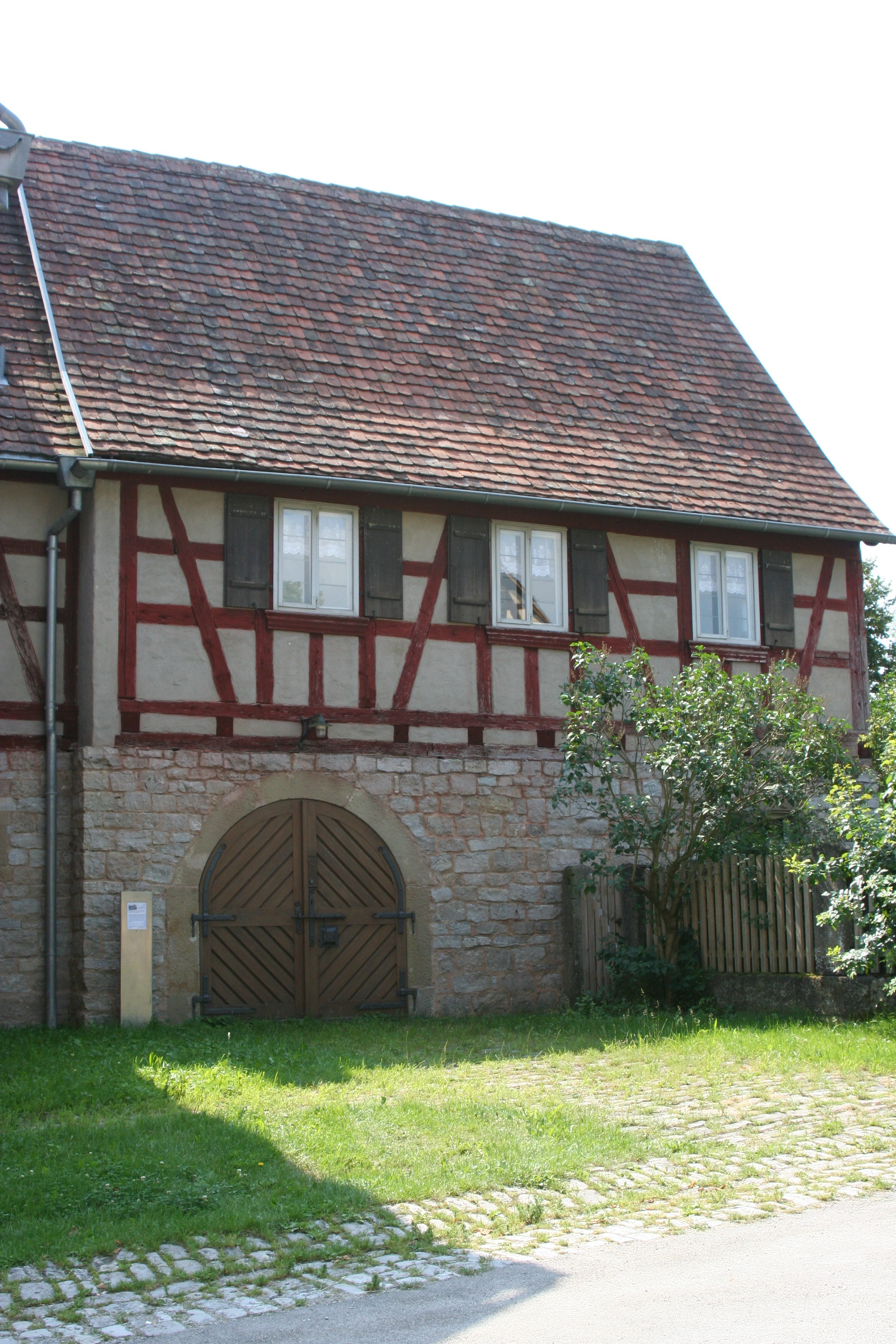
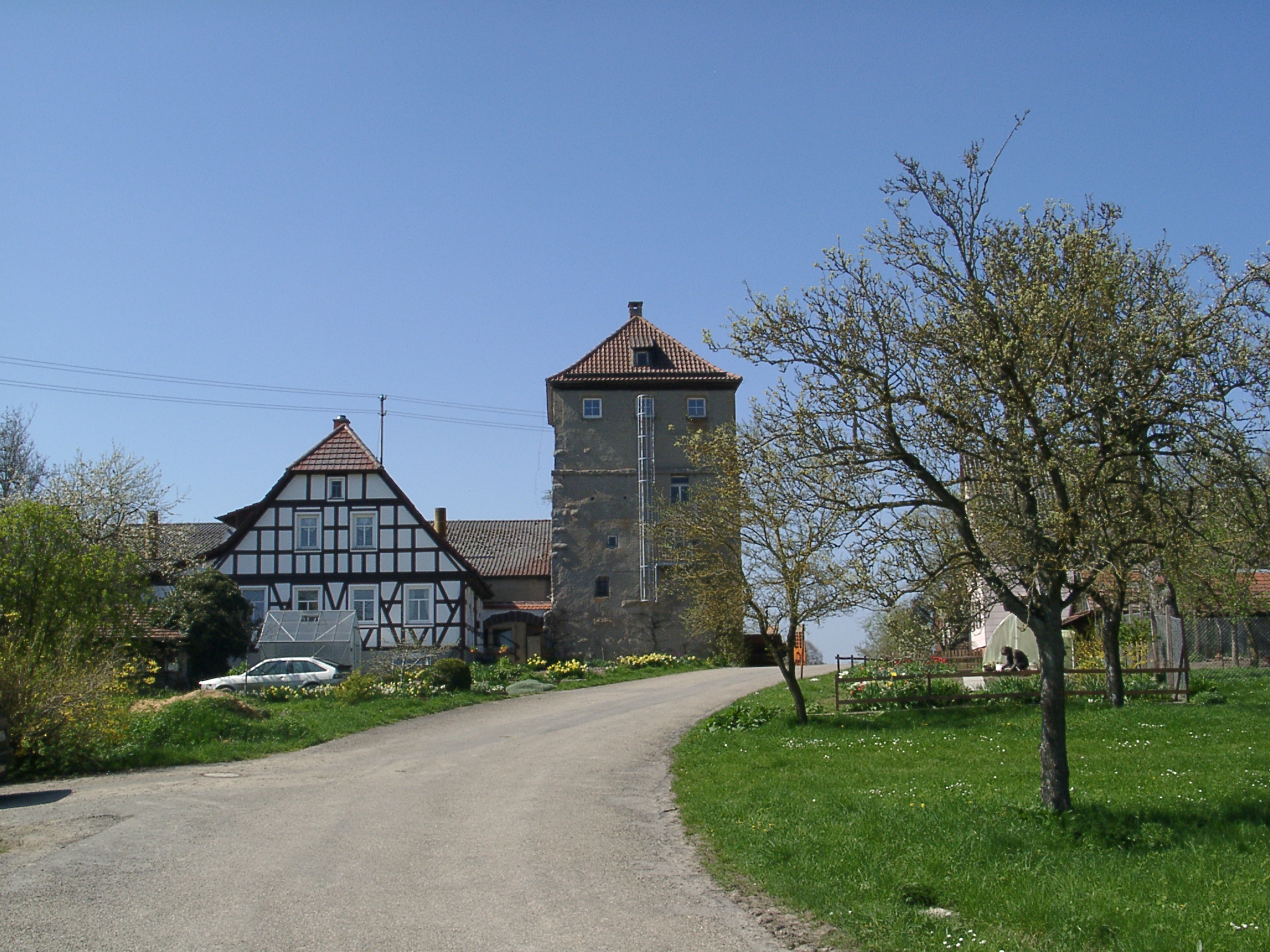
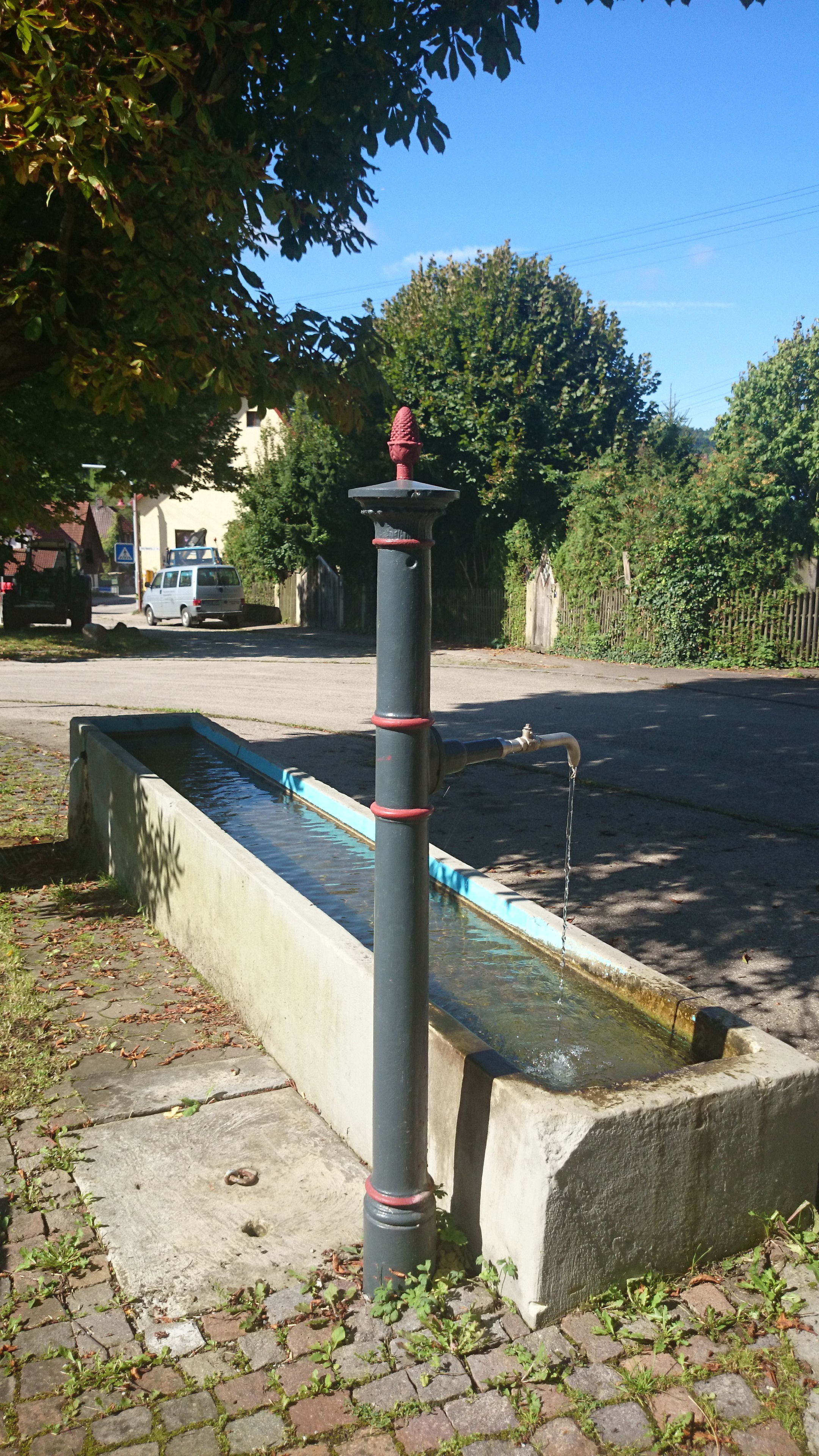
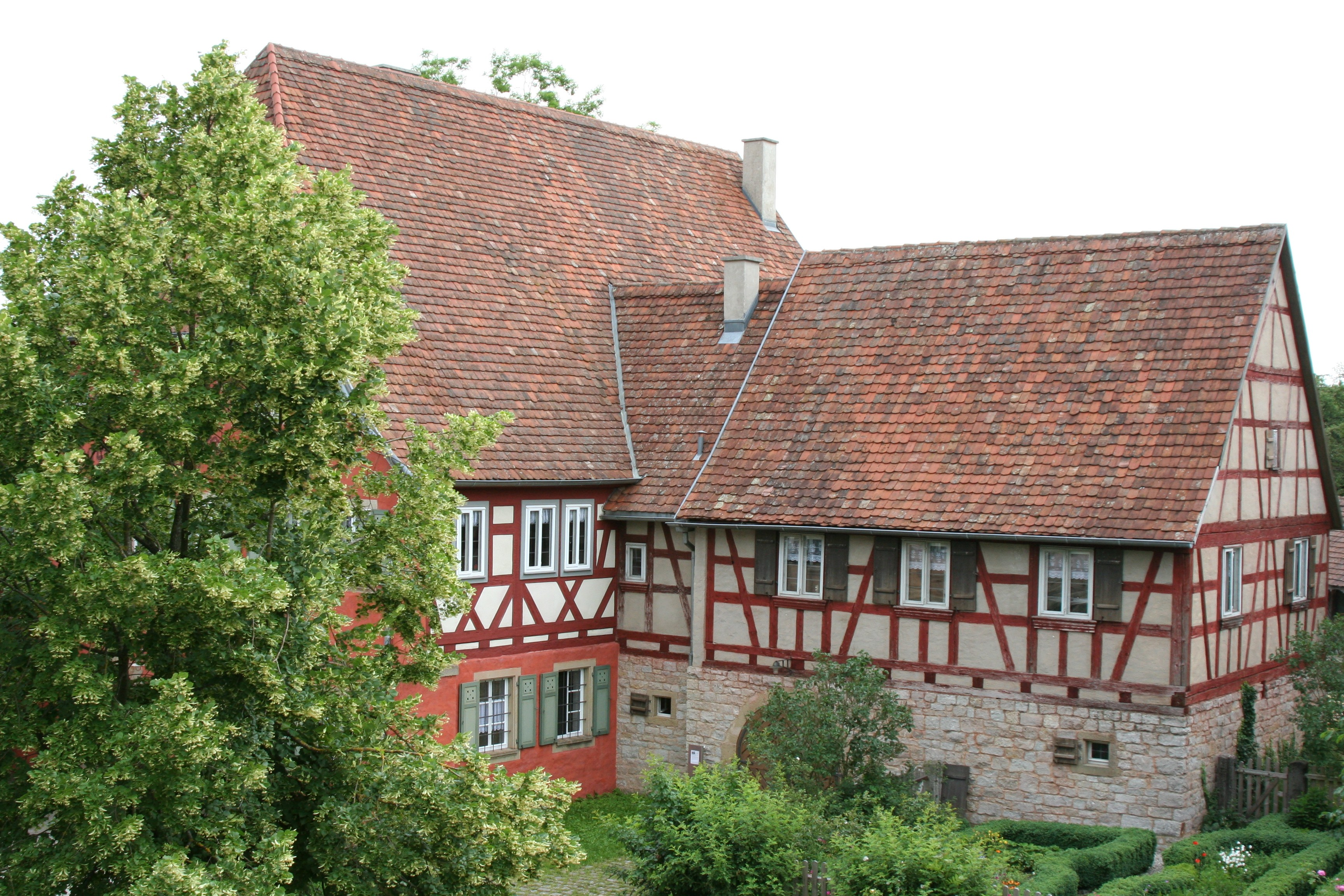